# Dama do Encantado
Dama do Encantado foi o último livro publicado pelo autor paulistano João Antônio. Foi publicado no mesmo ano de sua morte, 1996.

## Textos do Livro
1. Meus tempos de menino
2. Fera
3. Almas da galera
4. Garrincha impossível
5. Pingentes
6. Antes que o Poeta fizesse oitenta anos
7. Leão de juba grande
8. Joubert - Maringá
9. Dalton exporta a lua pálida dos vampiros
10. Encantador e lúcido João do Rio
11. Romancista com alma de bandido tímido
12. Ajuda-me a sofrer
13. Dama do encantado